# 마쓰나가 아키라 (1948년)
마쓰나가 아키라(일본어: 松永 章, 1948년 8월 8일 ~ )는 일본의 전 축구 선수로 현역 시절 히타치에서 공격수로 활약한 원클럽맨이었다.

## 국가대표팀 경력
그는 1973년 FIFA 월드컵 예선에 참가할 일본 국가대표팀에 발탁되었으며, 5월 22일 홍콩와의 경기에서 데뷔했다. 그는 1976년까지 국제 A매치 통산 10경기에 출전, 2득점을 넣었다.

## 통계
| 일본 | 일본 | 일본 |
| 연도 | 출전 | 득점 |
| ---- | ---- | ---- |
| 1973 | 3    | 0    |
| 1974 | 0    | 0    |
| 1975 | 0    | 0    |
| 1976 | 7    | 2    |
| 통산 | 10   | 2    |

## 대회 성적

### 클럽
가시와 레이솔
- 일본 사커 리그 디비전 1 : 우승 (1972), 준우승 (1973)
- JSL컵 : 우승 (1976), 준우승 (1980)
- 천황배 : 우승 (1972, 1975), 준우승 (1973), 4강 (1971, 1979, 1980)

### 개인 수상
- 일본 사커 리그 디비전 1 득점상 : 1972, 1973